# Marta Maggetti
Marta Maggetti (10 de janeiro de 1996) é uma velejadora italiana.

## Carreira
Seu primeiro treinador foi Andrea Beverino e ela se juntou ao clube de windsurf local, onde seu pai era membro. Ela tentou outros esportes, incluindo ginástica rítmica. Aos oito anos, ela se interessou muito pela vela. Em 2013, ela tinha 17 anos e era membro do Caglieri Sailing Club quando foi para Chipre para retornar em julho com uma medalha de prata do Campeonato Mundial Sub-19. Ela então fez windsurf para vencer o Campeonato Mundial Juvenil RS:X, realizado na Itália, em Civitavecchia.
Em 2017, ela e o colega surfista Carlo Ciabatti definiram suas ambições nas Olimpíadas de Tóquio. No final daquele ano, os dois criaram uma organização para levantar o patrocínio local de empresas da Sardenha.
Ela competiu nas Olimpíadas de Tóquio de 2020 após ser escolhida contra sua rival Giorgia Speciale. A Itália estava esperançosa de seu sucesso, pois não ganhava uma medalha olímpica de vela há algum tempo. Ela ficou em quarto lugar no campeonato europeu de 2021. Ela perdeu uma medalha olímpica, pois ficou em quarto lugar na classe RS:X.
Em 2022, ela fez a transição do sucesso no windsurf para o surfe com um hydrofoil. Seu treinador era Belli Dell'Isca. Ela ganhou uma medalha de ouro no Campeonato Mundial IQFoil de 2022 em Brest . As medalhas de prata e bronze foram para a adolescente israelense Daniela Peleg e Maya Morris.
Com base em seus sucessos em 2022, Maggetti foi escolhida em fevereiro de 2024 para se juntar à equipe da Itália nos Jogos Olímpicos de Verão de 2024, onde ganhou uma medalha de ouro.